# Tequila 1ra. Sección
Tequila 1ra. Sección är en ort i Mexiko.   Den ligger i kommunen Jalapa och delstaten Tabasco, i den sydöstra delen av landet, 700 km öster om huvudstaden Mexico City. Tequila 1ra. Sección ligger 37 meter över havet och antalet invånare är 1 211.
Terrängen runt Tequila 1ra. Sección är platt. Runt Tequila 1ra. Sección är det ganska tätbefolkat, med 65 invånare per kvadratkilometer. Närmaste större samhälle är Macuspana, 18,8 km sydost om Tequila 1ra. Sección. Trakten runt Tequila 1ra. Sección består till största delen av jordbruksmark.